# نيل الكسندر
نيل الكسندر (بالإنجليزية: Neil Alexander) (10 مارس 1978 إدنبرة المملكة المتحدة - ) هو لاعب كرة قدم بريطاني يلعب كحارس مرمى.

## مسيرته الكروية
لعب نيل الكسندر خلال مسيرته الاحترافية مع 8 أندية في ثلاثة وعشرون موسمًا ولم يسجل خلالها أي هدف ضمن 509 مباراة. حيث فاز في موسمين بالكأس وفي ثلاثة مواسم بالدوري.
خاض نيل الكسندر مسيرته مع نادي ستنهاوسموير في موسم 1996–97 ولمدة موسمين، مشاركًا في 48 مباراة ولم يسجل أي هدف. ثم انتقل إلى نادي ليفينغستون لكرة القدم في موسم 1998–99 في المرة الأولى واستمر معه طيلة ثلاثة مواسم ثم في موسم 2017–18 لمدة موسم واحد، حيث شارك طوالها في 94 مباراة ولم يسجل أي هدف أيضًا. لينتقل بعدها إلى نادي كارديف سيتي في موسم 2001–02 ليلعب معه ستة مواسم، مشاركًا في 213 مباراة ولم يسجل أي هدف أيضًا. ثم انتقل إلى نادي رينجرز في موسم 2007–08 ليلعب معه ستة مواسم، مشاركًا في 61 مباراة ولم يسجل أي هدف أيضًا. هذا وانتقل لاحقًا إلى نادي كريستال بالاس في موسم 2013–14 لمدة موسم واحد، لم يشارك في أي مباراة ولم يسجل أي هدف أيضًا. ثم انتقل بعدها إلى نادي هارت أوف ميدلوثيان في موسم 2014–15 ولمدة موسمين، مشاركًا في 64 مباراة ولم يسجل أي هدف أيضًا. ليعود وينتقل من جديد، لكن هذه المرة إلى نادي أبردين في موسم 2016–17 لمدة موسم واحد، لم يشارك في أي مباراة ولم يسجل أي هدف أيضًا.

## وصلات خارجية
نيل الكسندر على موقع الاتحاد الإسكتلندي (الإنجليزية)
- نيل الكسندر على موقع قاعدة بيانات كرة القدم.إي يو (الإنجليزية)
- نيل الكسندر على موقع ناشيونال فوتبول تيمز (الإنجليزية)
- نيل الكسندر على موقع Soccerbase.com (لاعب) (الإنجليزية)
- نيل الكسندر على موقع Soccerway.com (الإنجليزية)
- نيل الكسندر على موقع عالم كرة القدم.نت (الإنجليزية)
- نيل الكسندر على موقع AS.com (الإسبانية)